# Eurithia intermedia
Eurithia intermedia là một loài ruồi trong họ Tachinidae.